# Liste der Naturdenkmale in Hohenfinow
Die Liste der Naturdenkmale in Hohenfinow nennt die Naturdenkmale in der Gemeinde Hohenfinow im Landkreis Barnim in Brandenburg (Stand Oktober 2001).
In den Spalten befinden sich folgende Informationen:
- Nr.: Identifizierungsnummer nach veröffentlichter Liste. Sie wird von der unteren Naturschutzbehörde des Landkreises oder der kreisfreien Stadt vergeben. Wenn sie bekannt ist, wird sie angegeben. In dieser Spalte kann sich zusätzlich das Wort Wikidata befinden, der entsprechende Link führt zu Angaben zu diesem Naturdenkmal bei Wikidata.
- Bezeichnung: Benennung des Naturdenkmals, in der Regel wird bei Bäume die Baumart genannt. Bekannte Eigennamen werden mit angegeben.
- Gemarkung: Ort oder Gemarkung, in der sich das Naturdenkmal befindet
- Lage: Nennt die Lage des Naturdenkmals im jeweiligen Ortsteil und die geografischen Koordinaten des Naturdenkmals. Link zu einem Kartenansichtstool, um Koordinaten zu setzen. In der Kartenansicht sind Naturdenkmale ohne Koordinaten mit einem roten beziehungsweise orangen Marker dargestellt und können in der Karte gesetzt werden. Denkmale ohne Bild sind mit einem blauen bzw. roten Marker gekennzeichnet, Denkmale mit Bild mit einem grünen beziehungsweise orangen Marker.
- Beschreibung: die Beschreibung des Naturdenkmales
- Schutzzweck: Erläutert den Grund der Unterschutzstellung
- Bild: Zeigt ein Bild des Naturdenkmales und gegebenenfalls ein Link zu weiteren Fotos im Medienarchiv Wikimedia Commons

## Bäume
| Bild                           | Bezeichnung                 | Lage | Beschreibung                                                                      | Schutzzweck                                    | Nummer   |
| ------------------------------ | --------------------------- | --- | --------------------------------------------------------------------------------- | ---------------------------------------------- | -------- |
| Weitere Bilder Fotos hochladen | Stiel-Eiche                 | Hohenfinow, ca. 300 m nördlich des Gutsparkes am Weg nach Karlswerk, links (westlich) des Fließes (52° 49′ 8,7″ N, 13° 55′ 25,7″ O) | - Höhe: 25,00 m - Umfang: 4,44 m - Kronendurchmesser: 8 m                         | Eigenart                                       | 092-01/1 |
| Weitere Bilder Fotos hochladen | Stiel-Eiche                 | Hohenfinow, ca. 300 m nördlich des Gutsparkes am Weg nach Karlswerk, rechts (östlich) des Fließes (52° 49′ 1,8″ N, 13° 55′ 28,4″ O) | - Höhe: 25,00 m - Umfang: 6,41 m - Kronendurchmesser: 8 m                         | Eigenart                                       | 092-01/2 |
| Fotos hochladen                | Trauben-Eiche               | Hohenfinow, ca. 200 m östlich vom Maxberg, an einer Waldweggabelung Abt. 354 (der südliche Nebenweg war im 19. Jahrhundert der Zuweg zum wenig entfernt am Ostrand des Maxberges gelegenen Vorwerk Maxberg) (52° 47′ 32,8″ N, 13° 53′ 1,3″ O) | - Höhe: 31,00 m - Umfang: 4,25 m - Kronendurchmesser: 20 m                        | Eigenart                                       | 092-02   |
| Weitere Bilder Fotos hochladen | „Kaisereiche“ (Stiel-Eiche) | Hohenfinow, etwa 400 m nördlich des Parks auf dem sogenannten Kaiserland, freistehend (52° 49′ 8,3″ N, 13° 55′ 29,1″ O) | - Alter: ca. 110 Jahre - Höhe: 21,00 m - Umfang: 3,29 m - Kronendurchmesser: 20 m | landeskundliche Bedeutung, Eigenart, Schönheit | 092-03   |
| Weitere Bilder Fotos hochladen | Gemeine Roßkastanie         | Hohenfinow, 600 m südwestlich von Hohenfinow auf dem Straßen-/Wegedreieck an der Straße nach Heckelberg (L29) (52° 48′ 32,4″ N, 13° 55′ 0,9″ O)                                                                                               | - Höhe: 15,50 m - Umfang: 3,86 m - Kronendurchmesser: 23 m                        | Schönheit, Eigenart                            | 092-04   |
| BW                             | zwei Holländische Linden    | Hohenfinow, im Park, ca. 50 m östlich vom Schloss (52° 48′ 53,6″ N, 13° 55′ 32,4″ O) | - Höhe: 25,00–29,50 m - Umfang: 3,55–6,52 m - Kronendurchmesser: 18 m             | Schönheit, landeskundliche Bedeutung           | 092-05   |
| BW                             | Gemeine Roßkastanie         | Hohenfinow, im Park, ca. 50 m östlich vom Schloss (52° 48′ 53,6″ N, 13° 55′ 32,4″ O) | - Höhe: 24,00 m - Umfang: 6,64 m - Kronendurchmesser: 24 m                        | Schönheit, landeskundliche Bedeutung           | 092-06   |
| Weitere Bilder Fotos hochladen | Stiel-Eiche                 | Hohenfinow, ca. 1 km südlich von Hohenfinow, Feldweg am Friedhof, frei stehend (52° 48′ 24,3″ N, 13° 55′ 26,8″ O) | - Höhe: 18,50 m - Umfang: 4,55 m - Kronendurchmesser: 23 m                        | Eigenart, Schönheit                            | 092-07   |

## Findlinge
| Bild | Bezeichnung | Lage | Beschreibung | Schutzzweck | Nummer |
| ---- | ----------- | --- | ------------ | ----------- | ------ |
| BW   | Findling    | Hohenfinow, am Rand des Straßendreieckes Falkenberg-Hohenfinow-Niederfinow im OT Struwenberg (52° 49′ 45,8″ N, 13° 55′ 53,6″ O) | Granit       |             | 092-08 |